# Висячий бівуак

Висячий бівуак (лежачий варіант).

Висячий бівуак — вимушений бівуак (ночівля) гірських туристів чи альпіністів на важкій ділянці маршруту. Організується у підвішених на мотузках і крюках гамаках (лежачий варіант) чи дюралевих або пластмасових платформах (сидячий варіант), які використовуються при підніманні спортсменів-альпіністів по стінці. Щоб гамак чи платформа не розгойдувалися від вітру їх кріплять крюками до скелі.